# 歩いていこう!
「歩いていこう!」（あるいていこう）は、東山奈央の4枚目のシングル。2020年2月5日に、flying DOGより発売された。

## 制作、音楽性
本作は東山の声優活動10周年記念企画第一弾として制作された。
表題曲「歩いていこう!」の作詞・作曲は川嶋あいが担当し、テレビアニメ『恋する小惑星』のオープニングテーマとして使われた。東山は同アニメでも桜井美景役の声優として出演している。
デモ音源はミドルテンポのものと、きらら作品らしいポップで明るいものの二通り用意されたが、採用されたのは前者であった。歌詞の“うつむいた先にも見上げている先にも”は、うつむいた分他人に共感できたり新たな頑張り方を見つけられる、という意味に加え、『恋する小惑星』は地質学と天文学を題材にした作品であることから、うつむく＝地質、見上げる＝天文の意味も持たせている。恋する小惑星に絡めたダブル・ミーニングは“輝く意志を拾い集めて”（意志と石）にもみられる。
東山はインタビューで「ポジティブに夢に向かう子もいれば、ぼんやりとした不安を抱えている子もいる。だから、どんな人が聴いても夢という存在に希望を持てる歌にしたい」と語る。
カップリング曲の「Last season」は、切なさや儚さを表現する行間を気に入って選んだ。
初回限定盤と通常盤のカップリング曲である「Lost Thorn In My Side」は、サビの歯切れのいいダンスナンバーとなっている。
アニメ盤のカップリング曲である「FLOWER」は、表題曲の別バージョンのような印象で、感傷的な部分と明るさのバランスのあるポップなナンバーとなっている。

## リリース
販売形態は通常盤（VTCL-35312）・アニメ盤（VTCL-35312）・初回限定盤（VTZL-165）の3種。初回限定盤には表題曲のMVと、メイキング映像を収録したDVDが同梱されている。アニメ盤には、3曲目に通常盤・初回限定盤とは異なる楽曲が収録されている。

## チャート成績
オリコンチャート週間ランキングの最高位は6位（2020年2月17日付）であった。

## シングル収録内容
| #         | タイトル                                | 作詞・作曲 | 編曲      | 時間  |
| --------- | --------------------------------------- | ---------- | --------- | ----- |
| 1.        | 「歩いていこう!」                       | 川嶋あい   | 伊賀拓郎  | 4:24  |
| 2.        | 「Last Season」                         | 倉内達矢   | 松本良喜  | 4:11  |
| 3.        | 「Lost Thorn In My Side」               | Kyota.     | Kyota.    | 4:04  |
| 4.        | 「歩いていこう!」(Instrumental)         |            |           | 4:23  |
| 5.        | 「Last Season」(Instrumental)           |            |           | 4:09  |
| 6.        | 「Lost Thorn In My Side」(Instrumental) |            |           | 4:00  |
| 合計時間: | 合計時間:                               | 合計時間:  | 合計時間: | 25:11 |

| #  | タイトル                        | 作詞 | 作曲・編曲 |
| -- | ------------------------------- | ---- | ---------- |
| 1. | 「歩いていこう!」(Music Clip)   |      |            |
| 2. | 「歩いていこう!」(Making Movie) |      |            |

| #         | タイトル                        | 作詞・作曲・編曲   | 時間  |
| --------- | ------------------------------- | ------------------ | ----- |
| 1.        | 「歩いていこう!」               |                    | 4:24  |
| 2.        | 「Last Season」                 |                    | 4:11  |
| 3.        | 「FLOWER」                      | 篠崎あやと・橘亮祐 | 4:49  |
| 4.        | 「歩いていこう!」(Instrumental) |                    | 4:23  |
| 5.        | 「Last Season」(Instrumental)   |                    | 4:09  |
| 6.        | 「FLOWER」(Instrumental)        |                    | 4:46  |
| 合計時間: | 合計時間:                       | 合計時間:          | 26:42 |